# Рокини
Роки́ни (укр. Рокині) — посёлок в Луцкой городской общине Луцкого района Волынской области Украины.
Население посёлка на начало 2013 года — 1 537 человек.